# Sostene da Corinto
Sostene (in greco antico: Σωσθένης?, Sōsthénēs; ... – I secolo) secondo una tradizione ampiamente diffusa, sarebbe stato un discepolo di Paolo di Tarso, benché capo della sinagoga di Corinto nel periodo in cui la città greca assistette alla predicazione dell'apostolo.
Viene considerato santo dalla Chiesa cattolica che lo ricorda il 28 novembre.

## Biografia
Secondo quanto narra Luca negli Atti degli Apostoli (l'unica fonte intorno a questo personaggio), i giudei di Corinto insorsero contro Paolo e lo portarono in giudizio davanti a Lucio Giunio Anneo Gallione, il proconsole di Roma nella provincia di Acaia (At 18,12-17); Gallione era appena giunto a Corinto e decise di non decidere in quanto la politica di Roma permetteva la più ampia libertà di culto e la legge romana non entrava in dispute religiose. 
(Atti degli Apostoli, 18: 11-17)
A questa non-decisione seguì il pestaggio di Sostene da parte della folla. Il motivo dello strano trattamento non è noto, come non è noto se sia stato portato avanti da Greci o Romani. Secondo un'interpretazione dei fatti, Sostene aveva sobillato i correligionari a manifestare contro Paolo e i Giudei se la rifecero con lui quando videro che tutta la loro manovra era andata in fumo. Più probabilmente la furia dei giudei di Corinto si sarebbe scatenata contro Sostene in quanto egli era fortemente sospettato di essersi convertito alla nuova religione dei Cristiani. 
Qualcuno infatti identifica Sostene con quella persona che Paolo stesso chiamava "nostro fratello Sostene" (1 Cor 1,1), un convertito alla nuova fede e coautore della Prima lettera ai Corinzi.
(Corinti 1, 1: 1-3)